# 波多黎各历史
波多黎各历史始于公元前3000至2000年Ortoiroid人在波多黎各群岛的定居。

波多黎各旗帜

## 殖民前波多黎各
波多黎各人类的定居始于来自南美洲奥里诺科河流域的Ortoiroid文化的建立。一些学者认为他们最早的定居可以追溯至4000年前。

## 西班牙统治（1493年——1898年）
1493年11月19日，哥伦布登陆至岛上，将其命名为圣胡安巴蒂斯塔。1508年8月8日，胡安·庞塞·德莱昂建立卡帕拉。
在16、17和18世纪，由于巨大的财富激发了欧洲列强试图夺取西班牙在美洲的殖民地。
19世纪波多黎各在社会和政治上有着许多变化。1809年，为了对抗拿破仑，西班牙政府在南部加的斯召开会议。在宣誓效忠国王的同时，最高中央军政府邀请了来自殖民地的代表一起与会。

19世纪后期，波多黎各人民开始争取主权。

波多黎各独立运动旗帜

1898年4月，美西战争爆发，美国的战略目标是获取西班牙在大西洋的殖民地（波多黎各和古巴）以及太平洋的殖民地（菲律宾和关岛）。

## 美国统治（1898年至今）
在1898年巴黎条约生效之后，波多黎各处于美国军事统治之下。
1968年11月5日，波多黎各举行全民公投决定是否成为美国第51个州，结果43.6%未通过。